# Mario Cipollini
Mario Cipollini (født 22. marts 1967 i San Giusto di Compito, Lucca) er en tidligere italiensk cykelrytter. Han blev regnet som en af de bedste sprintere i 1990'erne.

## Karriere
Cipollini kom for alvor i rampelyset i 1989, da han vandt sin første etapesejr under Giro d'Italia. Siden den gang vandt Cipollini hvert år (med undtagelse af 1993 og 1994) yderligere etapesejre, indtil han i 2003 med sin 42. sejr overtog den gamle rekord fra Alfredo Binda. I forlængelse deraf vandt han pointkonkurrencen tre gange i Giro d'Italia.
Cipollini var også fremgangsrig i Tour de France, hvor han vandt 12 etaper mellem 1993 og 1999. I 1999 vandt han fire etaper i træk. Sit bedste år havde han utvivlsomt i 2002. Som 35 år gammel vandt han bl.a. klassikeren Milano-Sanremo, seks etaper i Giro d'Italia, og i efteråret vandt han VM i landevejscykling. 
Han stoppede sin karriere i 2005, men gjorde comeback i 2008-sæsonen for Rock Racing under Tour of California.
I Tour de France-regi er han desuden kendt for, aldrig at være cyklet helt til Paris og konkurreret på Champs Élysées. Han proklamerede hvert år, at nu ville han gennemføre løbet, men det lykkedes aldrig.